# Galleria Seikan
La galleria Seikan (青函トンネル Seikan Tonneru o 青函隧道 Seikan Zuidō) è un tunnel ferroviario giapponese lungo 53,85 km, di cui 23,3 km del tracciato sotto il livello del mare. È la galleria sottomarina più lunga al mondo, sebbene il tunnel della Manica abbia un tracciato sottomarino più lungo (39 km contro i 23 km del Seikan). Collega l'isola di Honshū a quella di Hokkaidō passando sotto lo Stretto di Tsugaru. La rete è gestita dalle Hokkaidō Railway Company (Japan Railways Group) e viene utilizzata anche per l'Hokkaidō Shinkansen.

## Storia
| Cronologia | Cronologia                                                                |
| ---------- | ------------------------------------------------------------------------- |
| 24-04-1946 | Inizio dei sondaggi geologici                                             |
| 26-09-1954 | Affondamento del traghetto ferroviario Toya Maru nello stretto di Tsugaru |
| 23-03-1964 | Costituzione della società pubblica Japan Railway Construction            |
| 28-09-1971 | Inizio della costruzione della galleria principale                        |
| 27-01-1983 | Completamento della galleria pilota                                       |
| 10-03-1985 | Completamento della galleria principale                                   |
| 13-03-1988 | Inaugurazione della galleria                                              |

Sin dal periodo Taishō (1912-1925) si era pensato di collegare in modo permanente le isole di Honshu e Hokkaido, ma i primi rilievi geologici avvennero solo nel 1946, subito dopo la seconda guerra mondiale. Inoltre nel 1954 il terribile affondamento nello stretto di Tsugaru del Toya Maru e di altri quattro traghetti durante un tifone, che causò la morte di 1430 passeggeri, spinse ad accelerare il progetto di collegamento.
Un altro motivo che spinse alla realizzazione del collegamento fu il crescente traffico fra le due isole. Durante il boom economico del Giappone, il traghetto fra Aomori e Hakodate, sulle rispettive sponde delle isole, operato dalle Ferrovie Nazionali Giapponesi passò a un traffico raddoppiato di 4 040 000 passeggeri all'anno dal 1955 al 1965, e la quantità di merci trasportate arrivò a 6.2 milioni di tonnellate all'anno. Nel 1971 le previsioni di traffico suggerirono che presto il traghetto sarebbe diventato insufficiente a sostenere la quantità di merci e persone in transito, e quindi si decise di iniziare i lavori del tunnel. Si optò per una soluzione a sagoma ampia, in grado di supportare in futuro anche il passaggio dei treni Shinkansen.
I lavori di costruzione furono ardui, in un contesto geologico estremamente complesso, e portarono anche alla morte di 34 operai durante i lavori. Il 27 gennaio 1983, il primo ministro Yasuhiro Nakasone fece in modo di accelerare il completamento del tunnel pilota. Allo stesso modo, il 10 marzo 1985 l'allora ministro dei trasporti Tokuo Yamashita simbolicamente partecipò alla foratura dell'ultima parte del tunnel principale. All'epoca in molti vedevano con criticità la riuscita del progetto, in quanto le previsioni di traffico del 1971 erano sovrastimate. Nonostante si prevedesse che il picco del traffico sarebbe stato raggiunto nel 1985, a partire dal 1978 iniziò a ridursi, anche a causa della frenata della crescita economica del Giappone e alla crisi petrolifera del 1973, oltre che allo sviluppo del traffico aereo che permetteva ora di trasportare merci a un costo minore.
Alla fine l'infrastruttura venne inaugurata il 13 marzo 1988, con un costo totale di 538,4 miliardi di yen (3,6 miliardi di dollari).
Una volta completato il tunnel, tutto il trasporto ferroviario fra Honshu e Hokkaido ha iniziato a utilizzarlo per i collegamenti. Tuttavia, per quanto riguarda il traffico passeggeri, oltre il 90% dei passeggeri continua a utilizzare l'aereo a causa della velocità e del costo. Ad esempio, per viaggiare da Tokyo a Sapporo, in treno sono necessarie almeno 8 ore, con un trasferimento, mentre in aereo è possibile spostarsi in circa 3 ore e 30 minuti, inclusi i trasferimenti in aeroporto. La liberalizzazione e la competizione nel settore aereo domestico del Giappone, inoltre ha abbassato i prezzi della rotta Tokyo-Sapporo, rendendo la ferrovia molto più costosa.
Sin dall'inizio dell'apertura del tunnel, tuttavia, il treno notturno Hokutosei è molto popolare fra i viaggiatori, e il più recente e lussuoso servizio Cassiopeia è spesso molto richiesto, e da prenotare con un buon anticipo.
I treni Shinkansen dal 26 marzo 2016, con l'apertura della Hokkaidō Shinkansen, percorrono finalmente il tunnel, sebbene a velocità ridotta, fino alla stazione di Shin-Hakodate-Hokuto, nei pressi di Hakodate.